# La Poupée vivante
La Poupée vivante er en fransk stumfilm fra 1908 af Georges Méliès.